# Área micropolitana de Red Bluff
El área micropolitana de Red Bluff,  y oficialmente como Área Estadística Micropolitana de Red Bluff, CA µSA  tal como lo define la Oficina de Administración y Presupuesto, es un Área Estadística Micropolitana centrada en la ciudad de Red Bluff en el estado estadounidense de California. El área micropolitana tenía una población en el Censo de 2010 de 63.463 habitantes, convirtiéndola en la 157.º área micropolitana más poblada de los Estados Unidos. El área micropolitana de Red Bluff comprende el condado de Tehama, siendo Red Bluff la ciudad más poblada.

## Geografía
El área micropolitana de Red Bluff se encuentra ubicada en las coordenadas 40°08′N 122°14′O / 40.13, -122.23.

## Ciudades incorporadas
Corning |
Red Bluff |
Tehama 

### Lugares designados por el censo
Bend |
Gerber-Las Flores |
Lake California |
Las Flores |
Los Molinos |
Gerber |
Manton |
Mineral |
Paskenta |
Paynes Creek |
Proberta |
Rancho Tehama Reserve |
Richfield 
Vina 

### Áreas no incorporadas
Dairyville |
Dales |
El Camino |
Flournoy |
Henleyville |
Lyonsville |
Kirkwood |
Mill Creek |
Red Bank |
Reeds Creek 